# Los caballeros de la Banda o Mudarra
Los caballeros de la Banda o Mudarra és l'obra amb la que l'any 1833 s'introdueix el drama romàntic a Catalunya, de la mà de l'escriptor Francesc Altés i Casals.
Francesc Altés i Casals, qui en els seus inicis signa com Senta Runega, és autor, entre altres obres, de Gonzalo Bustos de Larra (1819), una peça que encara conserva alguns trets neoclàssics. Aquí apareix per primer cop el personatge de Mudarra, una figura pròpiament romàntica, fill de pare cristià i mare islàmica, que es converteix en heroi quan decideix venjar la mort dels seus germans. Mudarra està per damunt de lleis i regles, literàries i socials, i només ha de respondre davant de Déu.